# Кампосано
Кампоса́но (итал. Camposano) — коммуна в Италии, располагается в регионе Кампания, в провинции Неаполь.
Население составляет 5389 человек (на 2004 г.), плотность населения составляет 1767 чел./км². Занимает площадь 3,22 км². Почтовый индекс — 80030. Телефонный код — 081.
Покровителем коммуны почитается святой мученик Гавиний. Праздник ежегодно празднуется 25 октября.